# Metrosideros robusta
Metrosideros robusta (ook bekend als Noordelijke rata) is een plant uit de mirtefamilie (Myrtaceae). Het is een hoge boom die een groeihoogte van 25 meter of meer kan bereiken. De boom begint zijn leven vaak als epifyt, de basale stam is hol en bestaat uit in elkaar grijpende wortels. De bladeren zijn leerachtig en hebben een donkergroen kleur. De bladvorm is elliptisch, ovaal-langwerpig tot ruitvormig. In de zomerperiode (november tot en met januari) groeien in de boom massa's rode, borstelige bloemen.
De soort komt voor in Nieuw-Zeeland. Hij groeit daar op de Driekoningeneilanden en op het Noordereiland, van Te Paki in het noorden tot in Wellington in het zuiden. Verder komt de soort ook voor in het noordwestelijke deel van het Zuidereiland, waar hij algemeen voorkomt in het gebied tussen Nelson en Greymouth en Hokitika. Het Lake Mahinapua vormt de meest zuidelijke grens. De boom groeit in kust- en laaglandbossen, maar in sommige delen ook in montane bossen.

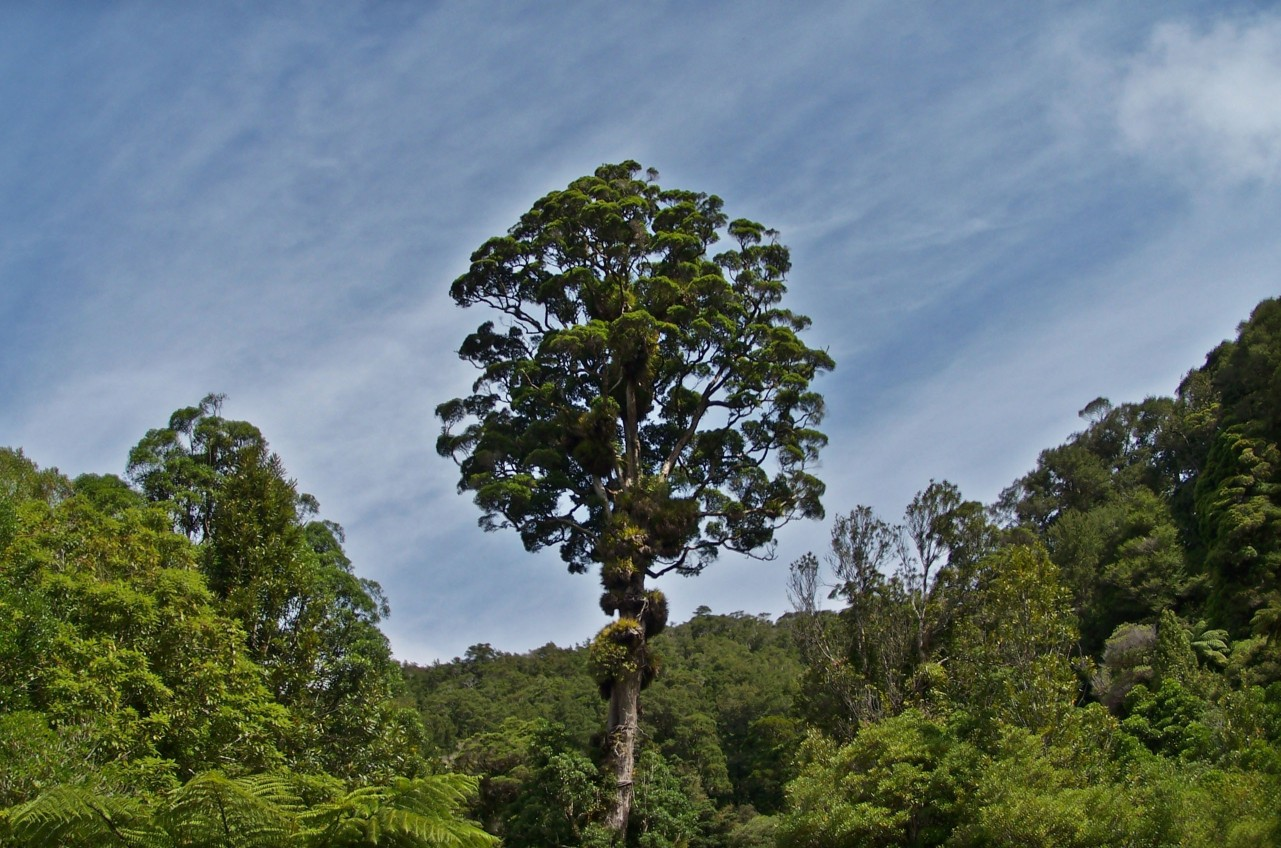
Metrosideros robusta in de Tararua Range
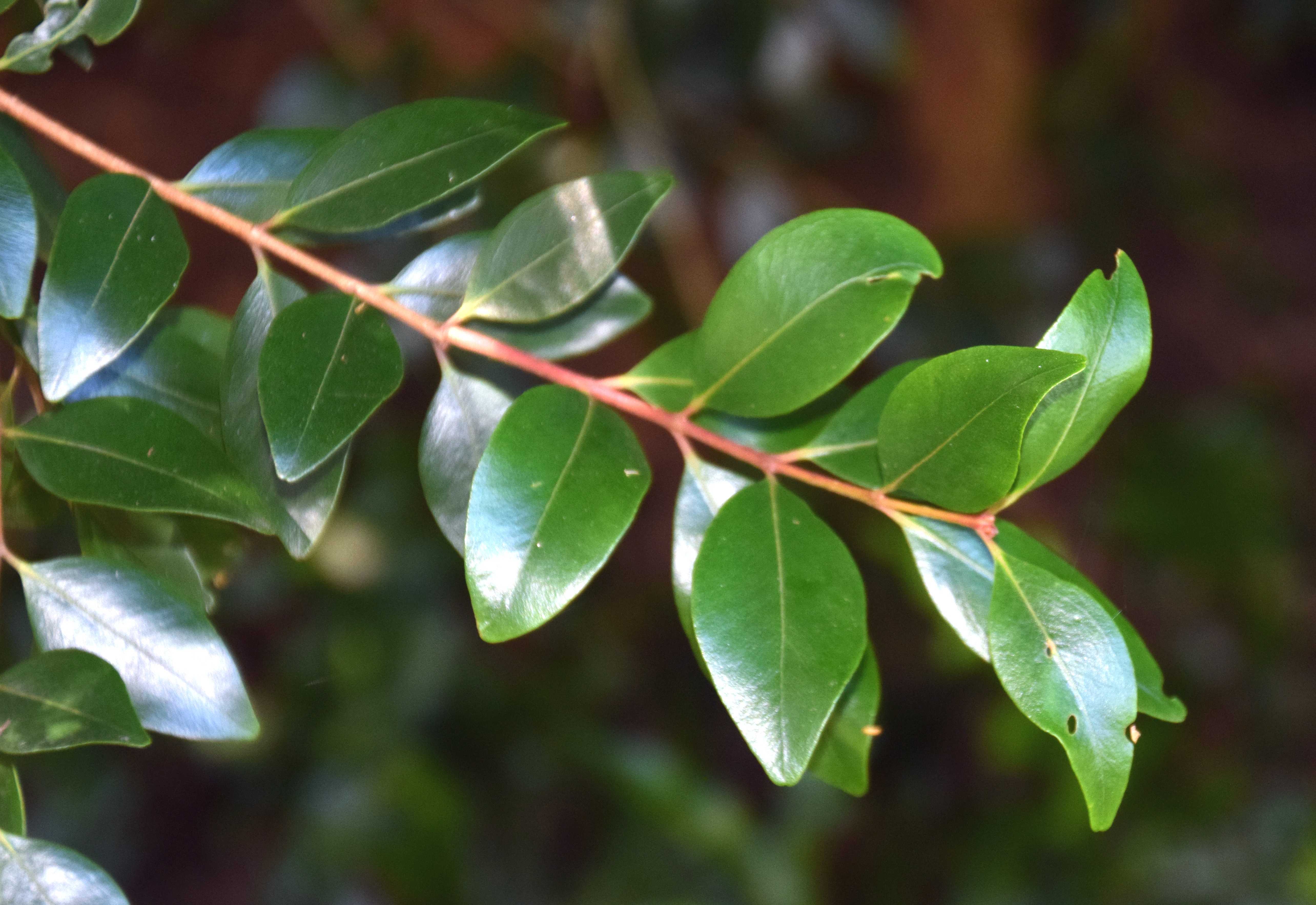
Bladeren
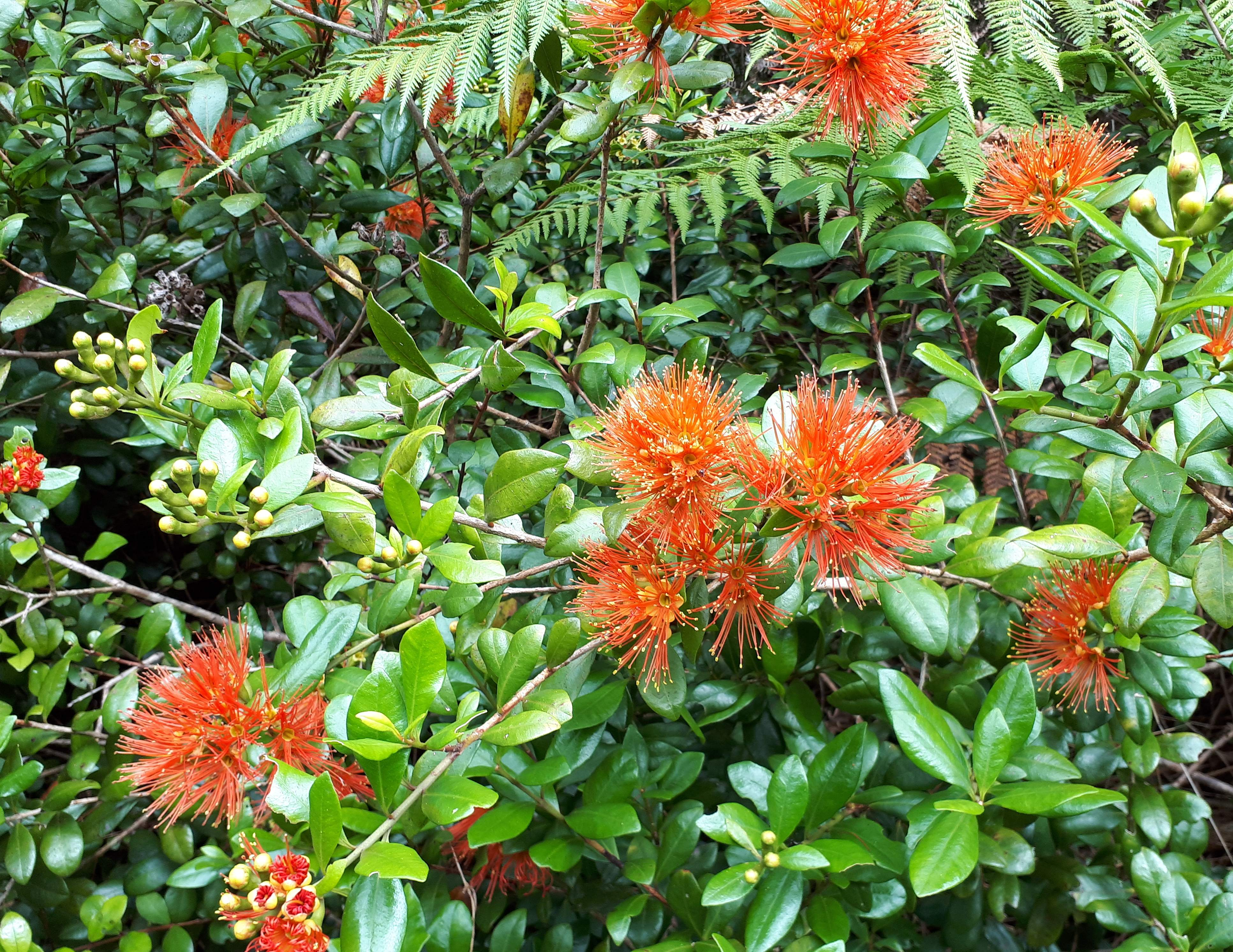
Bloemen

... · 
M. albiflora · 
M. diffusa · 
M. excelsa (Pohutukawa) · 
M. fulgens · 
M. kermadecensis · 
M. perforata · 
M. polymorpha (Ohia lehua)
M. robusta (Noordelijke rata) · 
M. umbellata (Zuidelijke rata) · 
...